# Enchanted summer
Enchanted summer is een compositie van Arnold Bax.
Het betreft hier een toonzetting van de tekst uit de tweede akte uit Prometheus unbound van Percy Bysshe Shelley. Het stuk is in principe driedelig, maar de delen worden achter elkaar doorgespeeld (Andante con moto – Un poco piu mosso – Allegro vivace). De inleiding uit het oorspronkelijke werk luidt (en meegedrukt in de partituur): "A forest intermingled with rocks and caverns. Asia and Panthea pass into it. Two Young fauns are sitting on a rock listening". Bax schreef over zijn eigen schepping, dat hij probeerde de schittering van een ontwakend bos weer te geven met zonlicht dat door het bewegende bladerdek schijnt. Deze romantische stemming zou voortkomen uit een mislukte liefdesrelatie met een Russin. Bax componeerde het voor twee solisten, gemengd koor en symfonieorkest. Opvallend daarbij is dat de twee sopranen pas aan het eind hun soli zingen.
Het werk kende voor een koorwerk van Bax een vlotte start. Na de première op 13 maart 1912 onder leiding van Arthur Pagge kende het diverse uitvoeringen in 1912 tot en met 1914. Daarna verdween het uit beeld om pas weer in 1977 uitgevoerd te worden. In 1983 haalde dirigent Vernon Handley (specialist in vergeten Britse muziek) het weer eens uit de kast voor het 100-jarig bestaan van de BBC.In 1988 gaf Handley leiding aan de opname voor Chandos.
Bax droeg het werk op aan eeuwige (ever-true friend) vriend en collegacomponist Frederick Corder, wiens naam helaas door een zetfout werd getroffen (F. Corden).